# فيسلبورين
فيسلبورين (بالألمانية: Wesselburen) هي بلدة ألمانية تقع في Büsum-Wesselburen في ألمانيا. يقدر عدد سكانها بـ 3,112 نسمة .

## أعلام
- فريدريش هيبل
- جيل ساندر
- أدولف بارتلس
- كريستيان أوتو مور
- ماكس بولي